# درختزار چمنی پایین‌دست
درختزار چمنی پایین‌ست، درختزار چمنی پایین‌بوم (به انگلیسی: Lowland Grassy Woodland) یا درختزار چمنی ایلاوارا و سواحل جنوبی، یک جامعه علفزار - ساوانا است که بیشتر در منطقه ساحل جنوبی نیو ساوت ولز، استرالیا یافت می‌شود. این منطقه از بخش‌های جنوبی ایلاوارا در شمال تا گوشه جنوب شرقی در جنوب کشیده شده است، این یک جامعه زیست‌محیطی در خطر انقراض است که در یک منطقه سایه باران قرار دارد.
این بوم‌ناحیه در دره بگا، یوروبودالا و مناطق دولتی محلی پالرنگ، با حضور عمده در غرب خلیج باتمنز، نزدیک به مورویا، در دره آرالوئن، کوبارگو، کاندلو، دره توامبا و نزدیک تانجا یافت می‌شود. محیط برجای‌مانده از جامعه به شدت تکه‌تکه شده است، به طوری که بیش از ۹۵٪ از لکه‌های برجای‌مانده کمتر از ۱۰ هکتار برآورد می‌شود.
ساکنان درختزارهای چمنی عبارتند از: والاروی معمولی، والابی پارما، فیلاندر گردن‌قرمز، کانگوروی دم‌قلم‌مویی شرقی، کوئول شرقی و راسوی کیسه‌دار دم‌قلم‌مویی.